# الجراجر (جبلة)

تعديل مصدري - تعديل

الجراجر هي إحدى قرى عزلة الربادي بمديرية جبلة التابعة لمحافظة إب، بلغ تعداد سكانها 785 نسمة حسب تعداد اليمن لعام 2004.